# Paul Calderón
Paul Calderón (Porto Rico, 10 de junho de 1959), é um ator porto-riquenho.
Nascido em Porto Rico, Calderón mudou-se para Nova Iorque com 6 anos. Começou sua carreira no teatro, onde chegou a contracenar com Robert de Niro na Broadway, na peça Cuba and his Teddy Bear. No cinema, fez uma pequena participação em Pulp Fiction, de Quentin Tarantino, embora estivesse cotado para assumir um dos papéis principais—o de Jules Winnfield, que viria a ser interpretado por Samuel L. Jackson.